# Ataenius pseudousingeri
Ataenius pseudousingeri är en skalbaggsart som beskrevs av Galante, Stebnicka och Verdu 2003. Ataenius pseudousingeri ingår i släktet Ataenius och familjen Aphodiidae. Inga underarter finns listade.